# Liste der Bodendenkmäler im Bundorfer Forst
Auf dieser Seite sind die Bodendenkmäler in dem unterfränkischen gemeindefreien Gebiet Bundorfer Forst zusammengestellt. Diese Tabelle ist eine Teilliste der Liste der Bodendenkmäler in Bayern. Grundlage ist die Bayerische Denkmalliste, die auf Basis des Bayerischen Denkmalschutzgesetzes vom 1. Oktober 1973 erstmals erstellt wurde und seither durch das Bayerische Landesamt für Denkmalpflege geführt wird. Die folgenden Angaben ersetzen nicht die rechtsverbindliche Auskunft der Denkmalschutzbehörde.

## Bodendenkmäler im Bundorfer Forst
| Lage                                                               | Objekt | Akten-Nr.     | Bild |
| ------------------------------------------------------------------ | --- | ------------- | ---- |
| Parallel der St 2275 nördlich der Einmündung der NES 49 (Standort) | Abschnitte einer spätmittelalterlichen bis frühneuzeitlichen Landwehr; mehrere räumlich getrennte Teile; Teile auch auf Auber Gemarkung | D-6-5729-0024 |      |
| Westlich von Bundorf auf dem Berg Kirchrangen (Standort)           | Wüstung des Mittelalters und der frühen Neuzeit.                                                                                        | D-6-5728-0079 |      |